# 1994년 동계 패럴림픽
1994년 동계 패럴림픽(영어: 1994 Winter Paralympics, VI Paralympic Winter Games, 노르웨이어: Paralympiske vinterleker 1994)은 1994년 3월 10일부터 3월 19일까지 1994년 동계 올림픽 개최지인 노르웨이 릴레함메르에서 개최된 동계 패럴림픽이다.

## 참가국
1994년 동계 패럴림픽에 참가한 국가는 총 31개국이다. 벨라루스, 불가리아, 체코, 아이슬란드, 카자흐스탄, 라트비아, 리투아니아, 러시아, 슬로바키아 9개국이 처음으로 동계 패럴림픽에 참가하였다.
| - 오스트레일리아 - 오스트리아 - 벨라루스 - 벨기에 - 불가리아 - 캐나다 - 체코 - 덴마크 - 에스토니아 - 핀란드 - 프랑스 | - 독일 - 영국 - 아이슬란드 - 이탈리아 - 일본 - 카자흐스탄 - 대한민국 - 라트비아 - 리히텐슈타인 - 리투아니아 - 네덜란드 | - 노르웨이 (개최국) - 뉴질랜드 - 폴란드 - 러시아 - 슬로바키아 - 스페인 - 스위스 - 스웨덴 - 미국 |

## 종목
- 바이애슬론
- 아이스슬레지
- 아이스하키
- 알파인스키
- 크로스컨트리

## 메달 집계
| 순위 | 국가           | 금메달 | 은메달 | 동메달 | 합계 |
| ---- | -------------- | ------ | ------ | ------ | ---- |
| 1    | 노르웨이       | 29     | 22     | 13     | 64   |
| 2    | 독일           | 25     | 21     | 18     | 64   |
| 3    | 미국           | 24     | 12     | 7      | 43   |
| 4    | 프랑스         | 14     | 6      | 11     | 31   |
| 5    | 러시아         | 10     | 12     | 8      | 30   |
| 6    | 오스트리아     | 7      | 16     | 12     | 35   |
| 7    | 핀란드         | 7      | 6      | 11     | 24   |
| 8    | 스웨덴         | 3      | 3      | 2      | 8    |
| 9    | 오스트레일리아 | 3      | 2      | 4      | 9    |
| 10   | 뉴질랜드       | 3      | 0      | 3      | 6    |

## 같이 보기
- 1994년 동계 올림픽